# Nardin Ehab
Nardin Ehab, née le 31 janvier 1996, est une épéiste égyptienne.

## Carrière
En 2015, Nardin Ehab est médaillée de bronze individuelle et par équipes aux Championnats d'Afrique puis obtient la médaille d'argent par équipe et la médaille de bronze individuelle aux Jeux africains. Médaillée d'or en épée par équipes aux Championnats d'Afrique d'escrime 2016 et médaillée d'argent en épée par équipes aux Championnats d'Afrique d'escrime 2017, elle remporte l'or par équipes et l'argent en épée individuelle aux Championnats d'Afrique d'escrime 2018. Aux Championnats d'Afrique d'escrime 2019, elle est médaillée d'or par équipes. Elle est médaillée d'or en épée par équipe et médaillée de bronze en épée individuelle aux Jeux africains de 2019.
Elle est médaillée d'or en épée individuelle ainsi qu'en épée par équipes aux Championnats d'Afrique 2022 à Casablanca.
Elle remporte la médaille d'or en épée par équipes aux Championnats d'Afrique 2023 au Caire.